# Шаройкіна Олена Акінфівна
Олена Шаройкіна (нар. 15 серпня 1974 р., Дніпропетровськ, УРСР) — російська громадська діячка у галузі охорони навколишнього середовища, зоозахисниця, медіаменеджерка, експертка у галузі соціальних комунікацій. Керівниця Загальнонаціональної Асоціації генетичної безпеки. Голова Комісії з екології та навколишнього середовища Громадської Палати Російської Федерації. Член Комісії Державної ради РФ за напрямом «Екологія та природні ресурси», член Президії Всеросійського Товариства Охорони Природи (ВООП). Член Громадської ради Росатому, член Експертної ради при Комітеті Державної Думи з екології, природних ресурсів та охорони навколишнього середовища.

## Біографія
Народилася в 1974 в місті Дніпропетровську, в сім'ї інженерів.
Батьки працювали на Південному машинобудівному заводі ім. А. М. Макарова («Південмаш»). У шкільні роки разом із сім'єю багато подорожувала СРСР.

### Освіта та професійна кар'єра
Закінчила факультет журналістики Дніпропетровського національного університету ім. Олеся Гончара (ДНУ). За спеціальністю — тележурналістка.
Професійну кар'єру розпочала на Дніпропетровському обласному телебаченні ще під час навчання в університеті. Вела авторські програми, присвячені політичній та соціальній проблематиці, працювала парламентською кореспонденткою.
З початку 2000-х живе та працює в Москві. Як спеціалістка з PR зв'язків з громадськістю брала участь у реалізації низки іміджевих та гуманітарних проєктів, а також у проведенні різних виборчих кампаній. Заснувала і до теперішнього часу очолює російську компанію Production Ru Communication Group, що спеціалізується на наданні маркетингових та консалтингових послуг. Клієнтами та партнерами фірми у різний час були великі державні, комерційні та громадські структури (партія «Єдина Росія», уряд ХМАО-Югри, ФГУП «РосРАО», ФК «УРАЛСІБ», концерн «Росенергомаш», Російський союз автострахувальників, футбольний союз (РФС), медіа-холдинг Newmedia Stars та інші.
У 2006 році провела передвиборчу кампанію Кірсана Ілюмжінова, в результаті якої його було переобрано на пост президента Міжнародної шахової федерації (ФІДЕ). Цей проєкт приніс їй російську PR-премію «Біле крило» у номінації «Найкращий некомерційний PR-проект року», а також номінації на PR-премії PRoba та «Срібний лучник» у категорії «Найкращий PR-проект року».
З квітня 2016 призначена генеральним директором, а з березня 2017 і по січень 2020 — головною редакторкою телеканалу «Царьград». З вересня 2017 вела авторську програму «Червоний кут», гостями якої ставали відомі державні та громадські діячі із шовіністичними рашистськими поглядами. У липні 2018 року удостоєна премії «Медіа-менеджер Росії 2018» у номінації «Найстильніший медіа-менеджер» у категорії «Особистий бренд». 4 липня 2019 року знову стала лауреатом премії «Медіа-Менеджер Росії 2019» у номінації «Електронні медіа» у категорії «онлайн-ЗМІ».

## Суспільна діяльність
У 2004 році Ступінський м'ясокомбінат, торгова фірма «ЦентрТрейд» та продюсерська студія Production Ru заснували недержавну некомерційну організацію — Загальнонаціональну Асоціацію генетичної безпеки. Президентом Асоціації було обрано старшого наукового співробітника Інституту біології розвитку ім. Н. К. Кольцова РАН, к. б. н. Олександра Баранова (29 липня 1946 року, Москва, СРСР — 14 жовтня 2015 року, Москва, Росія), Олена Шаройкіна призначена на посаду директора.
У липні 2013 року Олена Шаройкіна виступила організатором та ідеологом першого в Росії екопробігу електромобілів «Смарагдова планета», що пройшов на території Нової Москви за участю російських політиків, журналістів, діячів культури та підприємців. Ця акція стала складовою частиною однойменної екологічної ініціативи ОАДБ «Смарагдова планета», спрямованої на популяризацію ідей відповідального використання природних ресурсів, вторинної переробки відходів, повсюдного розвитку та впровадження «зелених технологій».
У листопаді 2014 року Шаройкіна стала головною координаторкою міжнародного проєкту «Фактор ГМО» — найбільшого дослідження з вивчення безпеки ГМО, а також пестицидів.
Не маючи профільної освіти (біологічної, хімічної або медичної), тим часом регулярно виступає в якості експертки робочих груп з питань екологічної та продовольчої безпеки Державної Думи, профільних російських міністерств та відомств. Бере участь у новинних та аналітичних програмах федеральних телеканалів, читає авторські лекції на тему екології на різних громадських майданчиках (ЦДХ, «Червоний Жовтень», лекторій телеканалу «Дощ» та ін.). Постійна доповідачка екологічних форумів, конференцій та інших заходів як у Росії, і за кордоном.
Авторка та член редакційної ради науково-популярного журналу «Наука та релігія»; колумніст московської міської газети Green City та ділової газети «Погляд». Виступала з критикою на адресу Олексія Навального.
Входила до Ради з розвитку громадського контролю при Комітеті ГД РФ у справах громадських об'єднань та релігійних організацій.
Веде роз'яснювальну роботу з проблем неконтрольованого поширення ГМО та загроз використання біотехнологій у військових цілях.
Ініціювала видання першої російськомовної версії книги «Енциклопедія ГМО: міфи та правда», презентація якої відбулася у лютому 2020 року в прес-центрі РІА «Новости».
У 2020 році започаткована О. Шаройкіною некомерційна організація АНО «ОАГБ» виграла грант Фонду президентських грантів на реалізацію проекту «Увага! Їжа!», в рамках якого протягом року було проведено незалежну експертизу безпеки продуктів харчування, у 67 з них було виявлено порушення. Кожній перевірці було присвячено випуск програми «Увага! Їжа!», який виходив в ефірі телеканалу 360.
У червні 2020 року увійшла до Сьомого складу Громадської Палати Російської Федерації за підсумками конкурсу з відбору 43 членів Палати від загальноросійських громадських об'єднань та інших некомерційних організацій, а 19 червня 2020 року в ході першої пленарної сесії нового складу її одноголосно обрано Комісії з екології та навколишнього середовища.
У лютому 2021 року одноголосним рішенням призначено Відповідальною секретаркою Центральної Ради ВООП, головою якого було обрано В'ячеслава Фетісова. З червня 2021 року входить до складу Президії ВООП.

## Лобістська діяльність
За заявами опонентів, О. Шаройкіна зіграла ключову роль у лобіюванні «анти-ГМО» законодавства Росії. Після появи наприкінці 2012 проекту постанови Уряду РФ про порядок затвердження державної реєстрації ГМО О. Шаройкіна стала одним із головних організаторок та активною учасницею громадської кампанії з протидії прийняття даного документа. ОАГБ проводилися численні вуличні пікети з гаслами «Ні Монсанто!» та «За Росію без ГМО», відповідна петиція була направлена президенту Росії Путіну.
Після того, як незважаючи на критику громадськості постанову Уряду № 839 було все-таки прийнято, О. Шаройкіна разом із представниками низки інших некомерційних організацій та експертами в галузі біологічної та продовольчої безпеки у грудні 2013 року подала заяву до Верховного суду РФ з метою оскаржити законність цього правового акта. 25 грудня 2013 року вона стала однією із ініціаторок відкритого звернення представників та представниць наукових, громадських та екологічних організацій до президента Росії В. Путіна з вимогою скасувати Постанову № 839 та запровадити тимчасовий мораторій на вирощування трансгенних культур на території Росії. Влітку 2014 року набуття чинності постанови було відкладено на 3 роки, а в червні 2016 року Держдума одночасно з «пакетом Ярової» прийняла «анти-ГМО» закон.
Критики також звинувачували О. Шаройкіну в тому, що за її лобістською діяльністю насправді стоять російські «силовики».

## Ідеологиня рашизму
У 2016 році внесена до бази даних сайту «Миротворець» як «Антиукраїнський пропагандист. Російський посібник терористів»:
|  | Використовуючи як прикриття громадську та журналістську діяльність здійснює: диверсійну роботу, проведення ІПсО, втручання у політику інших держав, економічний шантаж, пропаганду. Розвідувально-підривна діяльність проти України. Антиукраїнська пропаганда. Журналіст, громадський діяч, експерт у галузі соціальних комунікацій та корпоративного консалтингу, керівника загальнонаціональної асоціації генетичної безпеки (OAGB), генерального директора телеканалу TSargrad (засновник Малофієв К.), член Ради з розвитку Громадський контроль в Комітеті Державної Думи Російської Федерації громадських асоціацій та релігійних організацій. |

У 2019 р. А. Шаройкіна була включена до «Списку Путіна», який складається Форумом вільної Росії, куди потрапляють імена людей, які підтримують російську владу:
|  | Шаройкінаочолює один з найбільших спеціально створених недержавних медіа-холдингів, що багато років активно використовується для просування та зміцнення диктатури Путіна. «Царьград» відомий своїми трансляціями за участю терористів, антикраїнської пропаганди, поширення гомофобної істерики та дезінформації щодо діяльності російських опозиційних рухів. Варто зазначити, що власник каналу Константін Малофєєв фінансує діяльність незаконних озброєних загонів найманців з Російської Федерації в Донбасі, за які він був включений до списку санкцій Європейського Союзу та в грудні 2014 року - у Подібний список санкцій США. "Tsargrad TV" є активно, з односторонньої позиції, і в вираженій пропагандистській вені він висвітлював ситуацію на південному сході України, проводив послідовну антизахідну інформаційну політику, поширюючи ксенофобію, гомофобію в суспільстві та пошкодивши атмосферу ворожнечі. У спільному дослідженні інсайдера та беллінгата, присвяченого темі зміцнення впливу Кремля в Європі, вказується, що разом з Костянтином Малофієвим Шаройкіна брала активну участь у роботі з різними граничними політичними рухами в західних країнах у порядку використовувати їх для пропагандистських цілей. |

## Образ у художній літературі та мас-медіа
Є прототипом однієї з головних героїнь фантастичного «екобестселера» Сергія Тармашева «Спадщина» та «Спадщина 2» — дилогії, випущеної видавництвом «АСТ» у 2010 та 2012 роках. У книзі описуються події, що призвели до жахливої генетичної катастрофи внаслідок неконтрольованого поширення ГМО, і боротьба головних героїв з корумпованим світовим урядом заради порятунку людства. У романі Олена називається також «Шаро Передбачниця» і «Велика Шаро» за здійснений прогноз про глобальну екологічну катастрофу.
Діяльності О. Шаройкіної на чолі ВАГБ присвячений інтернет-серіал «Біорозвідка», який виходив на інтернет-телеканалі Russia.ru з 2008 року. У серіалі брали участь зірки політики, культури та шоу-бізнесу. Медіа-реакцією на нього стала поява терміна «біо-гламур».

## Погляди
Переконана прихильниця ідей глибинної екології, сталого розвитку, альтерглобалізму, соціальної відповідальності держав та транснаціональних корпорацій не лише перед нинішніми, а й майбутніми поколіннями людей.
Захоплюється історією мистецтва, психологією, порівняльним релігієзнавством. У вільний час займається продюсуванням документального кіно.